# يانيك شتارك
يانيك شتارك (بالألمانية: Yannick Stark)‏ (28 أكتوبر 1990 بدارمشتات في ألمانيا - ) هو لاعب كرة قدم ألماني في مركز الوسط. لعب مع آينتراخت فرانكفورت وإف إس في فرانكفورت ودارمشتات 98 وميونخ 1860 ونادي دويسبورغ وEintracht Frankfurt II ‏.

## وصلات خارجية
- يانيك شتارك على موقع اتحاد تركيا (لاعب) (الإنجليزية)
- يانيك شتارك على موقع قاعدة بيانات كرة القدم.إي يو (الإنجليزية)
- يانيك شتارك على موقع بيانات كرة القدم. دي إي (الألمانية)
- يانيك شتارك على موقع Soccerway.com (الإنجليزية)
- يانيك شتارك على موقع عالم كرة القدم.نت (الإنجليزية)
- يانيك شتارك على موقع AS.com (الإسبانية)